# The Seed (2.0)
The Seed (2.0) is een nummer van de Amerikaanse hiphopband The Roots uit 2003, in samenwerking met de Amerikaanse R&B-muzikant Cody ChesnuTT. Het is de tweede en laatste single van Phrenology, het vijfde studioalbum van The Roots.
Het nummer bereikte in Amerika geen hitlijsten. Hoewel het in de Nederlandse Top 40 slechts een bescheiden 35e positie bereikte, werd het nummer wel een radiohit in Nederland.